# Богаш-де-Сіма
Богаш-де-Сіма (порт. Bogas de Cima; МФА: [ˈbo.gɐʒ dɨ ˈsi.mɐ]) — парафія в Португалії, у муніципалітеті Фундан. Розташована в східній частині країни, на теренах історичної португальської провінції Бейра. Входить до складу округу Каштелу-Бранку. За адміністративним поділом, чинним до 1976 року, терени парафії були складовою провінції Нижня Бейра. Належить до Порталегрівсько-Каштелу-Бранківської діоцезії Католицької церкви. Патрон — святий Єронім. Площа — 31,2429 км². Населення — 347 ос. (2011). Слабо урбанізований регіон. Густота населення — 11,11 осіб/км²
. Код — 050410.

## Населення
| Кількість мешканців | Кількість мешканців | Кількість мешканців | Кількість мешканців | Кількість мешканців | Кількість мешканців | Кількість мешканців | Кількість мешканців | Кількість мешканців | Кількість мешканців | Кількість мешканців | Кількість мешканців | Кількість мешканців | Кількість мешканців | Кількість мешканців |
| ------------------- | ------------------- | ------------------- | ------------------- | ------------------- | ------------------- | ------------------- | ------------------- | ------------------- | ------------------- | ------------------- | ------------------- | ------------------- | ------------------- | ------------------- |
| 1864                | 1878                | 1890                | 1900                | 1911                | 1920                | 1930                | 1940                | 1950                | 1960                | 1970                | 1981                | 1991                | 2001                | 2011                |
| 529                 | 618                 | 680                 | 723                 | 820                 | 849                 | 940                 | 1 082               | 1 188               | 1 253               | 1 072               | 847                 | 649                 | 466                 | 347                 |